# Bąków Górny
Bąków Górny – wieś w Polsce położona w województwie łódzkim, w powiecie łowickim, w gminie Zduny. W latach 1975–1998 miejscowość administracyjnie należała do województwa skierniewickiego.
Do 1953 roku istniała gmina Bąków. W latach 1954–1972 wieś należała i była siedzibą władz gromady Bąków Górny. 
Od XVI w. Bąków jest siedzibą rzymskokatolickiej parafii św. Mikołaja.
Należący do parafii Kościół Nawiedzenia Najświętszej Maryi Panny wzniesiono z czerwonej cegły, w stylu neogotyckim w roku 1928.
16 września 1939 żołnierze Wehrmachtu zamordowali 18 mieszkańców wsi. Ofiary zostały zidentyfikowane. 

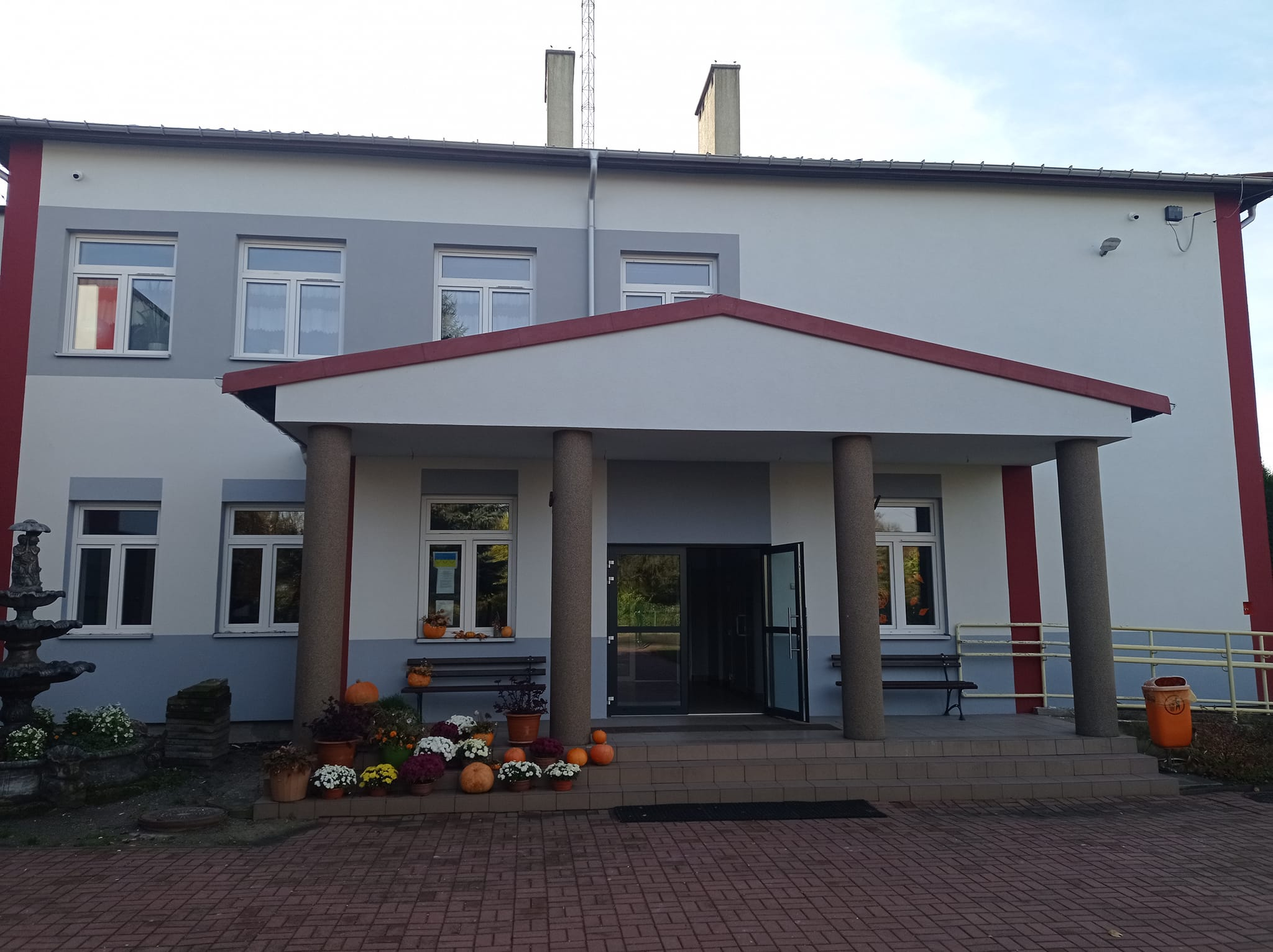
Szkoła Podstawowa im. Janusza Korczaka w Bąkowie Górnym

We wsi znajduje się Szkoła Podstawowa im. Janusza Korczaka oraz Przedszkole.
Ochotnicza Straż Pożarna z Bąkowa Górnego należy do Krajowego systemu ratowniczo-gaśniczego.

## Zabytki
Według rejestru zabytków Narodowego Instytutu Dziedzictwa na listę zabytków wpisany jest obiekt:
- cmentarz rzymskokatolicki, XVIII w., nr rej.: 919/A z 21.12.1992